# Spiess
Spiess är ett berg i Österrike.   Det ligger i distriktet Reutte och förbundslandet Tyrolen, i den västra delen av landet, 400 km väster om huvudstaden Wien. Toppen på Spiess är 1 416 meter över havet. Spiess ligger vid sjön Plansee.
Terrängen runt Spiess är bergig åt sydost, men åt nordväst är den kuperad. Runt Spiess är det ganska glesbefolkat, med 29 invånare per kvadratkilometer.. Närmaste större samhälle är Reutte, 8,4 km väster om Spiess. 
I omgivningarna runt Spiess växer i huvudsak barrskog.